# 7152 Euneus
7152 Euneus è un asteroide troiano di Giove del campo greco. Scoperto nel 1973, presenta un'orbita caratterizzata da un semiasse maggiore pari a 5,1561309 UA e da un'eccentricità di 0,0629470, inclinata di 3,71201° rispetto all'eclittica.
L'asteroide è dedicato a Euneo che fornì il vino all'esercito greco.